# I'm Not Twenty
«I'm Not Twenty» es la versión inglesa de la canción J'Ai Pas Vingt Ans !. sencillo de Alizée del disco Mes Courants Électriques Lanzado en el 2003. Su género es Pop francés. Dura 4:30.

## Formatos
CD maxi sencillo
1. «I'm Not Twenty» (Single Version) 4:15
2. «I'm Not Twenty» (Sfaction Club Remix) 5:45
3. «I'm Not Twenty» (Attitude Dance Remix) 4:10
4. «I'm Not Twenty» (Attitude Dub Mix) 6:45

12" vinyl single
A Side :
1. «I'm Not Twenty» (Sfaction Club Remix) 5:45

B Side :
1. «I'm Not Twenty» (Attitude Dance Remix) 4:10

- Datos: Q7990767